# Pena (Lugo)
Pena (llamada oficialmente San Xoán de Pena) es una parroquia y una aldea española del municipio de Lugo, en la provincia de Lugo, Galicia.

## Organización territorial
La parroquia está formada por ocho entidades de población, constando siete de ellas en el nomenclátor del Instituto Nacional de Estadística español:
- Airexe (A Airexe)
- Albares
- A Pena
- As Baradas
- Castro
- Lavandeira (A Lavandeira)
- Nadela
- Seoane

## Demografía

### Parroquia
| Gráfica de evolución demográfica de Pena (parroquia) entre 2000 y 2020 |
|                                                                        |
| Datos según el nomenclátor publicado por el INE.                       |

### Aldea
| Gráfica de evolución demográfica de A Pena (aldea) entre 2000 y 2020 |
|                                                                      |
| Datos según el nomenclátor publicado por el INE.                     |